# Conflito de Catife
O conflito de Catife, ou Qatif, refere-se às tensões sectárias e a violência no leste da Arábia Saudita entre muçulmanos árabes xiitas e a maioria árabe sunita, que governa a Arábia Saudita desde o início do século XX. O conflito engloba distúrbios civis que ocorrem esporadicamente desde os eventos de 1979, protestos pró-democracia e pró-direitos humanos e incidentes armados ocasionais, que aumentaram em 2017 como parte dos distúrbios em Catife em 2017.

## Antecedentes
Desde que Alhaça e Catife foram conquistados e anexados ao Emirado de Riade em 1913 por Ibn Saud, os xiitas na região sofrem opressão do Estado. Ao contrário da maioria da Arábia Saudita, Catife e grande parte da região Oriental tem uma maioria xiita e a região também é de importância fundamental para o governo saudita uma vez que possui a maior parte das reservas de petróleo sauditas, bem como a principal refinaria saudita e o terminal de exportação de Ras Tanura, que está situado perto de Catife.

## História

### Revolta de 1979
A revolta em Catife de 1979 foi um período de distúrbios civis sem precedentes que ocorreram em Catife e Alhaça, no final de novembro de 1979. O conflito foi descrito como uma violência sectária entre a minoria xiita e a maioria sunita na Arábia Saudita e o início da fase moderna do conflito na região.

### Repressão em 1979-1983
Após a revolta de 1979, as autoridades sauditas se envolveram em perseguições sistemáticas aos ativistas xiitas em Catife, com cerca de 182 a 219 mortos em 1983 (incluindo os eventos de 1979).

### Protestos da Primavera Árabe (2011-2012)
Os protestos sauditas de 2011-2012, que fizeram parte da Primavera Árabe, tiveram início com a Revolução Tunisiana de 2011. Esses protestos começaram com uma autoimolação em Samtah e protestos de rua de Gidá no final de janeiro de 2011. As manifestações contra a discriminação aos xiita se seguiram em fevereiro e tiveram início de março em Catife, Hofufe, Al-Awamiyah e Riade. Um organizador no Facebook do "Dia da Fúria", planejado para 11 de março, Faisal Ahmed Abdul-Ahad, foi supostamente morto pelas forças de segurança sauditas em 2 de março com várias centenas de pessoas protestando em Catife, Hofuf e al-Amawiyah no mesmo dia.  Em 2011, Nimr al-Nimr encorajou seus apoiantes a uma resistência não-violenta.

### Controvérsia da execução de Nimr al-Nimr
Em 15 de outubro de 2014, al-Nimr foi condenado à morte pelo Tribunal Criminal Especializado por "buscar 'interferência estrangeira' na Arábia Saudita, 'desobedecendo' seus governantes e pegar em armas contra as forças de segurança". Said Boumedouha, da Amnistia Internacional, declarou que a sentença de morte era "parte de uma campanha das autoridades da Arábia Saudita para esmagar toda a dissidência, incluindo aqueles que defendem os direitos da comunidade muçulmana xiita no Reino".

### Distúrbios em 2017
Os distúrbios em Catife em 2017 ocorrem na região de Catife (dentro da Província Oriental da Arábia Saudita) entre o governo saudita e os militantes xiitas. Teve início em maio de 2017 após um incidente, no dia 12 de maio, quando uma criança e um jovem paquistanês foram assassinados.